# Hermanas de la Divina Providencia de Leópolis
La Congregación de la Divina Providencia (oficialmente en latín: Congregatio Sororum a Divina Providentia; cooficialmente en polaco: Zgromadzenie Sióstr Opatrzności Bożej) es una congregación religiosa católica femenina, de vida apostólica y de derecho pontificio, fundada en 1854, en Leópolis (Ucrania), por la religiosa Antonina Mirska y Łukasz Baraniecki. Las religiosas de este instituto se les conoce como hermanas de la Divina Providencia y posponen a sus nombres la siglas C.S.D.P.

## Historia
La congregación fue fundada en 1854, en la ciudad de Leópolis (Ucrania) por iniciativa del arzobispo Łukasz Baraniecki para la asistencia de las niñas en peligro de perderse en la prostitución y de las jóvenes extraviadas. A la cabeza del grupo de religiosas que iniciaron el instituto se encontraba Antonina Mirska, considerada cofundadora. Las primeras aspirantes se preparan en Laval (Francia),
con las Hermanas de la Misericordia.
El instituto fue aprobado el 8 de marzo de 1861, por el arzobispo de Leópolis, como congregación religiosa de derecho diocesano. El papa Pío IX, mediante decretum laudis del 17 de julio de 1867, elevó el instituto a congregación religiosa de derecho pontificio.

## Organización
La Congregación de la Divina Providencia es un instituto religioso de derecho pontificio, internacional y centralizado, cuyo gobierno es ejercido por una superiora general. La sede central se encuentra en Varsovia (Polonia).
Las hermanas de la Divina Providencia se dedican a la educación e instrucción cristiana de la infancia y de la juventud. En 2015, el instituto contaba con 296 religiosas y 41 comunidades, presentes en Camerún, Italia, Japón, Polonia, Suiza y Ucrania.